# Tatra 87

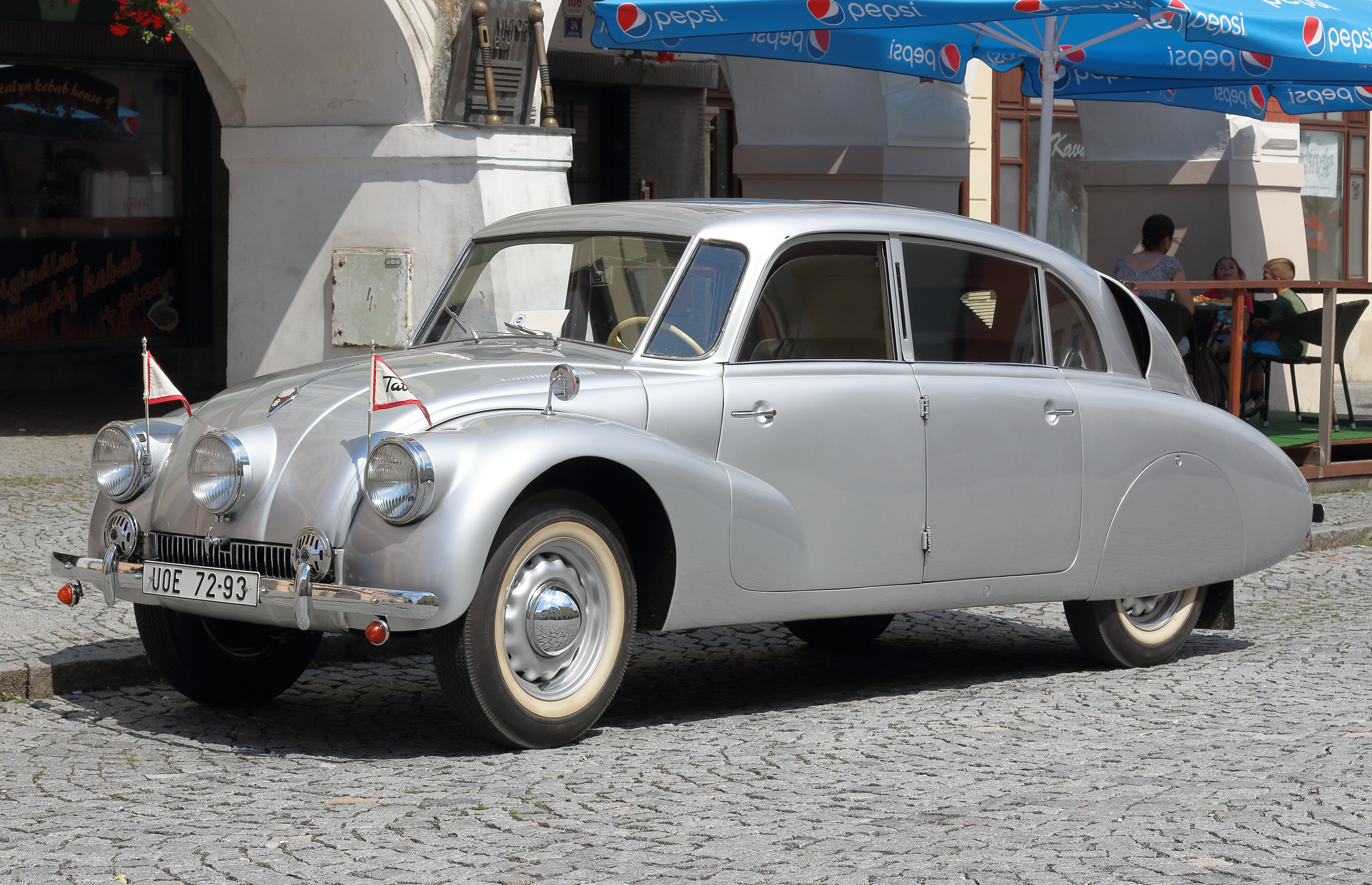
Tatra T87 från 1940

Tatra T87 är en personbil från den tjeckiska biltillverkaren Tatra. Den är bakhjulsdriven och försedd med en svansmotor.
Tatra 87 presenterades 1937 som efterföljare till Tatra T77 och den tillverkades i 3023 exemplar mellan åren 1936 och 1950.